# Hans Retzlaff
Hans Hermann Theodor Retzlaff (* 4. Oktober 1902 in Berlin; † 1. Dezember 1965 in Tann/Rhön) war ein deutscher Fotograf und Dokumentarfilmer.

## Leben
1929 begann Hans Retzlaff eine selbstständige Tätigkeit als Fotograf in Berlin-Charlottenburg. Er widmete sich vor allem den Aufnahmen von Volkstrachten, aber auch von Porträts und Landschaften. Er produzierte auch einige Filme über die Menschen und die Kultur in verschiedenen deutschen Landschaften wie der Lausitz, Siebenbürgen und der Schwalm.
Hans Retzlaff wurde bekannt durch Fotografien in Zeitungen, Zeitschriften, heimatkundlichen und Volks-Büchern. Seit 1934 publizierte er eigene Fotobände. In den folgenden Jahren arbeitete er mit dem nationalsozialistischen Propagandaapparat zusammen und beteiligte sich unter anderem am Fotoband Der Untermensch von 1942. Seit 1943 war er für die Begutachtung von Bombenschäden in Berlin tätig.
1945 verließ er Berlin nach dem Verlust seines Archivs mit den meisten Filmnegativen. Er setzte seine Tätigkeit in Tann in der Rhön fort, wo er ein umfangreiches Archiv von Reproduktionen von Kunstwerken aufbaute.

## Werke (Auswahl)
Fotobände
- Bildnis eines deutschen Bauernvolkes. Siebenbürgen. Verlag Grenze und Ausland, Berlin 1936.
- Die Schwalm. Deutsches Verlagshaus Bong und Co., Berlin 1936.
- Deutsche Bauern im Banat, Verlag Grenze und Ausland, Berlin 1939.
- Arbeitsmaiden am Werk, 1940.

Fotografien in weiteren Publikationen
- Heinrich Kunnert: Das Burgenland. Deutsche Grenze im Südosten. Mit 90 Aufnahmen von Hans Retzlaff. Verlagshaus Bong & Co., Berlin o. J. [ca. 1940].

Filme
- Reichsarbeitsführer Konstantin Hierl und seine Männer im Osten, 1942.
- Brauchtum und Trachten der Oberlausitz, 1937/38.
- Vom Hisgier, Uffertsbräuten und Pfingstkönigen, 1937/38.
- Schwarzwaldfrühling, 1934.
- Die Siebenbürger Sachsen, 1934.
- Trachtenbilder aus der wendischen Lausitz, 1920er Jahre, 6 Minuten.